# Parc naturel des Sierras de Tejeda, Almijara et Alhama
Le parc naturel des Sierras de Tejeda, d'Almijara et d'Alhama, d'une étendue de 40 600 hectares, créé en 1999, est situé sur les reliefs montagneux des sierras de Tejeda et d'Almijara, entre les provinces de Malaga et de Grenade.
D'une direction approximative nord-nord-ouest à sud-est, le parc aboutit à la mer dans la zone des espaces naturels des falaises de Maro.
Le paysage est escarpé et abrupt, avec de nombreuses crêtes et vallées profondes, comme le canyon du Río Verde. La sierra Tejeda est la partie plus élevée de cet ensemble montagneux, et culmine à 2 066 mètres au pic de La Maroma.
D'un point de vue géologique, dans la sierra Tejeda apparaissent des marbres Calcaires et Dolomie, bien qu'il soit aussi possible de trouver des marbres Schiste et Gneiss.
Dans la sierra Almijara, la plus orientale et d'une plus grande étendue, se trouvent les mêmes roches que dans la sierra Tejeda, bien que les marbres Dolomie prédominent.
Quelques grottes se situent dans ce lieu, parmi lesquelles les Grottes de Nerja se distinguent.